# Verhängnisvolle Reise
Verhängnisvolle Reise (Originaltitel: Sherlock Holmes in Washington) ist ein US-amerikanischer Kriminalfilm aus dem Jahr 1943. Es ist die fünfte Produktion aus der Filmreihe mit Basil Rathbone als Sherlock Holmes und Nigel Bruce als Dr. Watson, davon die dritte der Universal Pictures.

## Handlung
Sir Henry Marchmont ist ein britischer Diplomat, der mit einem Transatlantikflug von London nach New York City reist. Eine Gruppe deutscher Nazi-Spione unter Führung von William Easter verfolgt ihn jedoch. Die Spione glauben zunächst, dass Sir Henry geheime Regierungsdokumente mit sich führt, doch dieser fungierte nur als falsche Fährte. Der echte Kurier ist ein anderer Passagier, John Grayson. Dieser merkt, dass seine Tarnung gegenüber den Nazi-Spionen aufgeflogen ist, und schafft es noch, ein Streichholzheftchen in der Handtasche der Zugpassagierin Nancy Partridge zu platzieren – dann wird Grayson von Easter und seiner Gruppe entführt.
Mr. Ahrens vom Innenministerium informiert den Detektiv Sherlock Holmes und dessen Freund Dr. Watson, dass es sich bei Grayson in Wirklichkeit um den Geheimdienst-Agenten Alfred Pettibone handelt. Holmes soll nun die vermissten Dokumente wiederbeschaffen. Der Detektiv findet schnell heraus, dass Grayson die Dokumente fotografiert und die Fotos auf Mikrofilm gebannt hat. Dieser Mikrofilm ist in einem Streichholzheftchen untergebracht. In Washington treffen Holmes und Watson mit dem Botschaftsangehörigen Bart Lang zusammen. Er stellt die beiden dem Detective Lieutenant Grogan von der Washingtoner Polizei vor, der den Entführungsfall Grayson bearbeitet.
Graysons Leiche wird in Holmes Hotelzimmer platziert. Holmes kommt durch Deduktion zu dem Schluss, dass die Spione die Dokumente nicht gefunden haben. Weitere Nachforschungen bringen Holmes auf die Spur von Nancy Partridge. Auch Easter findet heraus, dass Nancy das Streichholzheftchen hat und verschafft sich und seinen Männern Einladungen zu Nancys Verlobungsfeier. Die Spione entführen Nancy und ihren Verlobten, den Marineleutnant Peter Merriam. Sie schaffen Nancy in einen Schrank und lassen Peter wieder frei.
Nach der Untersuchung von Graysons Leiche erkennt Holmes an gefundenen Spuren, dass seine Mörder in einem Antiquitätenhandel arbeiten müssen. Holmes und Watson stoßen auf den Antiquitätenhändler Richard Stanley und machen dort das Versteck der Spione aus. Nancy ist mittlerweile in das Versteck gebracht worden und wird von Stanley verhört. Als exzentrischer Kunstsammler verschafft sich Holmes Einlass in Stanleys Büro. Er erkennt in Stanley den früheren deutschen Geheimagenten Heinrich Hinkel. Stanley erkennt ebenso Holmes, weiß aber nicht, dass er Holmes’ Zigarette mit einem Streichholz aus dem Heftchen entzündet, das den Mikrofilm beherbergt. Stanleys Männer nehmen Holmes gefangen. Noch bevor die Spione Holmes und Nancy töten können, trifft Watson mit Peter und der Polizei ein.
Stanley kann durch einen Geheimgang entkommen. Er macht sich auf die Suche nach dem Senator Babcock. Von Holmes weiß er, dass Babcock einen frankierten Umschlag von Grayson erhalten hat. Er glaubt, der Umschlag enthalte den Mikrofilm. Doch Holmes hat Stanley damit eine Falle gestellt, der in Babcocks Büro festgenommen wird. Holmes findet den Mikrofilm in dem Streichholzheftchen. Holmes erinnert Stanley an seine Aussage, dass derjenige, der die Dokumente hat, gar nicht weiß, dass er sie hat. Und Stanley hatte das Streichholzheftchen seit Nancys Entführung bei sich.
Das Ende wurde in der deutschen Fassung geschnitten, im Original heißt es, als Watson und Holmes am Kapitol vorbeifahren: „Es ist uns nicht gegeben in die Geheimnisse der Zukunft zu sehen, aber in den Tagen die kommen, werden das britische und das amerikanische Volk zu ihrer eigenen Sicherheit und zum Besten für alle zusammen marschieren in Würde und Gerechtigkeit und in Frieden“ (zitiert nach Winston Churchill).

## Kritiken
„Ein Abenteuer aus der unterhaltsamen Universal-Serie, die auf die verblüffende Kombinationsgabe des intelligenten Detektivs setzt, wobei der Film inszenatorisch im letzten Drittel reichlich abflaut.“

## Hintergrund
Der Film wurde am 19. April 1943 in Schweden uraufgeführt. Erst am 30. April kam er auch in die US-amerikanischen Kinos. In Deutschland erschien er erstmals am 6. März 1959 in einer geschnittenen Version in den Kinos. In dieser Fassung von 1959 wurden aus den deutschen Spionen Mitarbeiter eines Arzneimittelkonzerns, aus den Geheimdienstdokumenten wurden Dokumente dieses Konzerns. Die rekonstruierte Fassung wurde am 2. Oktober 1983 als TV-Premiere im deutschen Fernsehen ausgestrahlt.
Für die Produktionsgesellschaft Universal Pictures war es das dritte Holmes-Abenteuer mit Basil Rathbone, dabei das erste, das nicht direkt auf einer Erzählung von Arthur Conan Doyle basierte.
John Archer und Marjorie Lord spielen nicht nur im Film ein Liebespaar, sondern waren auch im wahren Leben seit 1941 verheiratet. Eines ihrer zwei Kinder ist die Schauspielerin Anne Archer. George Zucco und Henry Daniell sind in diesem Film als Gegenspieler des Detektivs zu sehen. Zucco spielte im zweiten Film der Reihe (Die Abenteuer des Sherlock Holmes, 1939) den Schurken Professor Moriarty, der dann 1945 von Daniell in Die Frau in Grün verkörpert werden sollte.

## Deutsche Synchronisation
Die DDR-Synchronfassung entstand 1969 beim Deutschen Fernsehfunk und wurde am 28. August 1969 erstausgestrahlt. Die Hauptrollen sprachen Walter Niklaus (Sherlock Holmes) und Alfred Bohl (Dr. Watson).